# جوني هاينز
جوني هاينز  (بالإنجليزية: Johnny Haynes)‏ هو لاعب كرة قدم إنجليزي سابق من مواليد العاصمة الإنجليزية لندن (17 أكتوبر 1934 – 18 أكتوبر 2005)، كان يلعب كلاعب مهاجم.
بدأ مسيرته الكروية ع نادي فولهام الإنجليزي في عام 1952 و كان معهم 18 عشر سنة لعب خلالها 657 مباراة وسجل 193 هدفاً. ثم لعب موسم واحد مع نادي ديربان سيتي الجنوب إفريقي، وموسم واحد أيضاً مع نادي ويلدستون. اعتزل اللعب عام 1970.
شارك مع المنتخب الإنجليزي في 3 بطولات كأس عالم أعوام 1954 و1958 و1962. اعتزل اللعب الدولي في عام 1962، بعدما شارك في 56 لقاءً وسجل 18 هدفاً.

## روابط خارجية
- جوني هاينز على موقع قاعدة بيانات كرة القدم.إي يو (الإنجليزية)
- جوني هاينز على موقع ناشيونال فوتبول تيمز (الإنجليزية)